# Lunca (Bihor)
Pour les articles homonymes, voir Lunca.
Lunca est une commune roumaine du județ de Bihor, en Transylvanie, dans la région historique de la Crișana et dans la région de développement Nord-Ouest.

## Géographie
La commune de Lunca est située dans le sud-est du județ, à la limite avec le județ d'Arad, sur la rive droite du Crișul Negru, dans les Monts Codru, à 3 km au sud de Ștei, à 6 km au nord de Vașcău et à 82 km au sud-est d'Oradea, le chef-lieu du județ.
La municipalité est composée des six villages suivants, nom hongrois, (population en 2002) :
- Briheni, Berhény (377) ;
- Hotărel, határ (336) ;
- Lunca, Biharlonka (977), siège de la commune ;
- seghiște, Szeguesd (616) ;
- Sârbești, Szerbesd (355) ;
- Șușitu, Susd (463).

## Histoire
La première mention écrite du village de Lunca date de 1588 sous le nom de Lonka.
La commune, qui appartenait au royaume de Hongrie, en a donc suivi l'histoire.
Après le compromis de 1867 entre Autrichiens et Hongrois de l'empire d'Autriche, la principauté de Transylvanie disparaît et, en 1876, le royaume de Hongrie est partagé en comitats. Lunca intègre le comitat de Bihar (Bihar vármegye).
À la fin de la Première Guerre mondiale, l'Empire austro-hongrois disparaît et la commune rejoint la Grande Roumanie au traité de Trianon.
En 1940, à la suite du deuxième arbitrage de Vienne, elle n'est pas annexée par la Hongrie et reste sous la souveraineté roumaine. 

## Politique
| Identité              | Période           | Période           | Durée              | Étiquette              |
| Identité              | Début             | Fin               | Durée              | Étiquette              |
| --------------------- | ----------------- | ----------------- | ------------------ | ---------------------- |
| Ioan Popa (d),        | 2000              | 1er novembre 2024 | 24 ans             | Parti démocrate-social |
| Dorin-Traian Boca (d) | 1er novembre 2024 | En cours          | 4 mois et 13 jours |                        |

| Parti | Parti                                                 | Sièges |
| ----- | ----------------------------------------------------- | ------ |
|       | Parti social-démocrate (PSD)                          | 2      |
|       | Parti national libéral (PNL)                          | 6      |
|       | Alliance des libéraux et démocrates (ALDE)            | 1      |
|       | Union nationale pour le progrès de la Roumanie (UNPR) | 1      |
|       | Parti national démocrate (PND)                        | 1      |

## Religions
En 2002, la composition religieuse de la commune était la suivante :
- Chrétiens orthodoxes, 96,86 % ;
- Pentecôtistes, 1,56 % ;
- Baptistes, 0,60 % ;
- Catholiques romains,35 %.

## Démographie
En 1910, à l'époque austro-hongroise, la commune comptait 3 189 Roumains (92,92 %) et 227 Hongrois (6,61 %).
En 1930, on dénombrait 3 474 Roumains (98,05 %), 46 Hongrois (1,30 %), 12 Allemands (0,34 %) et 7 Juifs (0,20 %).
En 1956, après la Seconde Guerre mondiale, 3 881 Roumains (99,54 %) côtoyaient 12 Hongrois (0,31 %).
En 2002, la commune comptait 3 081 Roumains (98,62 %), 13 Hongrois (0,41 %) et 26 Roms (0,83 %). On comptait à cette date 1 090 ménages et 1 090 logements.
| 1880  | 1890  | 1900  | 1910  | 1920  | 1930  | 1941  | 1956  | 1966  |
| ----- | ----- | ----- | ----- | ----- | ----- | ----- | ----- | ----- |
| 2 253 | 2 446 | 2 781 | 3 432 | 3 140 | 3 543 | 3 681 | 3 899 | 3 693 |

| 1977  | 1992  | 2002  | 2007  | - | - | - | - | - |
| ----- | ----- | ----- | ----- | - | - | - | - | - |
| 3 836 | 3 521 | 3 124 | 2 960 | - | - | - | - | - |

## Économie
L'économie de la commune repose sur l'agriculture, l'élevage, la salmoniculture et l'exploitation des forêts.

## Communications

### Routes
Lunca est située sur la route nationale DN76 (route européenne 79), Oradea-Deva à son embranchement avec la nationale DN75 qui se dirige vers Turda. D'autre part, la route brégionale DJ792B mène vers l'ouest au village de Șuștiu puis dans le județ d'Arad à Sebiș.

### Voies ferrées
Lunca est desservie par la ligne Ciumeghiu-Holod-Vașcău des Chemins de fer roumains.

## Lieux et monuments
- Lunca, église orthodoxe datant de 1908[9] ;
- Șuștiu, église orthodoxe datant de 1902[9] ;
- Sârbești, église orthodoxe datant de 1894[9] ;
- Seghiște, ruines de l'église du XVIe siècle[9].